# 144

## Събития
- Завършен е Антониновия вал.